# Misselijkheid

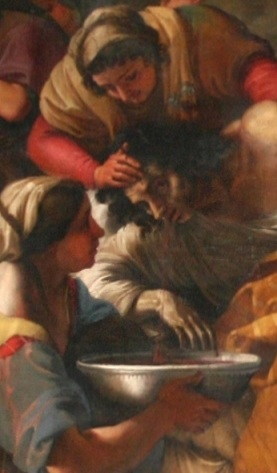
Misselijkheid uitgebeeld door Giorgio Bonola (1681, kathedraal van Milaan)

Misselijkheid (Latijn: nausea) is een onpasselijkheid in de maag die meestal gepaard gaat met (een neiging tot) braken.
Misselijkheid kan door een grote verscheidenheid aan gebeurtenissen ontstaan, zoals: overeten, overmatig alcoholgebruik, stress, zwangerschap, reisziekte, maar ook door bijvoorbeeld het zien of ruiken van iets dat persoonlijk wordt opgevat als wanstaltig. Het is echter ook mogelijk misselijk te worden bij het aanhoudend uitblijven van sterk gewenste situaties in omstandigheden die als zeer spannend worden ervaren, zoals wedstrijden. Misselijkheid kan voortkomen uit een ziekte en ook medicatie kan misselijkheid en braken uitlokken. Een voorbeeld is chemotherapie, maar ook ergotamine en antidepressiva veroorzaken vaak misselijkheid. Dit geldt eveneens voor gebruik van drugs en plantaardige, in het algemeen eetbare stoffen, voor de mens niet eetbare stoffen of daaruit samengestelde producten.
Misselijkheid gaat vaak vooraf aan braken. Beide worden door een bepaald gebied in de hersenen gestuurd; het braakcentrum. Dit gebied in de hersenen staat onder andere onder invloed van het evenwichtsorgaan en het maag-darmkanaal.